# Емануел Шефер
Емануел Шефер (Хлучин, 20. април 1900 — Келн, 4. децембар 1974) је био нацистички шеф Полиције безбедности и Службе безбедности у окупираној Србији у Другом светском рату.

## Биографија
Рођен 1900. године у чешком граду Хлучину. Полицијску каријеру је започео 1925. године, у Потсдаму. Године 1933. постаје шеф полиције у Бреслауу, а исте године учлањује се у националсоцијалистичку партију. Постаје тада припадник СА формација, а и Служби безбедности СС.
Почетком Другог светског рата, Шефер је именован шефа Ајнзацгрупе II, током ратног похода у Пољској. Касније, све до краја 1941. године, обавља важне полицијске функције у Катовицама и Келну, где надгледа прве депортације Јевреја из тих градова у Ниско, Лоц и Ригу. У јануару 1942. године, Рајнхард Хајдрих га је поставио за шефа Полиције безбедности и Службе безбедности у Србији ; био је то период реорганизације окупационог апарата, у којем ће у Србију доћи и Бруно Затлер, нови шеф београдског Гестапоа, и Аугуст Мајснер, виши вођа СС и полиције. Шефер ће преузети сав персонал од СС пуковника Вилхелма Фукса, осим Ханса Хелма, који је премешетен у Загреб.
Шефер је на пролеће 1942. године надгледао ликвидацију јеврејских жена и деце интернираних на Сајмишту, после чега је саопштио Берлину: „Београд је једини велики град у Европи који је без Јевреја!“
Шефер је из Београда премештен у БдС у Трст. После рата се скривао све док није откривен априла 1951.
Због улоге у злочинима почињеним над Јеврејима у Пољској и Србији, Емануел Шефер је 1953. осуђен у Западној Немачкој на шест и по година затвора. Умро је 1974. године.

## Напомена
- Садржај чланка је преузет из публикације Места страдања и антифашистичке борбе у Београду 1941–44. објављене под Creative Commons лиценцом.